# Semiothisa falconaria
Semiothisa falconaria är en fjärilsart som beskrevs av William Schaus 1901. Semiothisa falconaria ingår i släktet Semiothisa och familjen mätare. Inga underarter finns listade i Catalogue of Life.